# Раевский, Александр Михайлович
Александр Михайлович Раевский (1 января 1957, Поставы, Витебская область, Белорусская ССР — 30 августа 2008, Тульская область, 149 км трассы M6 «Каспий») — Герой Российской Федерации (1995), заслуженный лётчик-испытатель России, полковник, врио начальника штаба ГЛИЦ им. Чкалова.

## Биография
Родился в городе Поставы Витебской области Белоруссии. В 1974 году окончил Минское суворовское военное училище и направлен на учёбу в Киевское высшее танковое инженерное училище. В 1975 году добился перевода в Черниговское высшее военное авиационное училище лётчиков.
Уже к концу первого курса начинает свои первые полёты на учебном Аэро Л-29, затем Л-39, а на третьем курсе пересаживается на МиГ-21. Училище окончил в 1979 году, получив специализацию «Самолёты вертикального взлёта», что и послужило основанием для дальнейшего распределения.
По окончании обучения направлен в морскую авиацию. В 1981-1985 годах проходил службу в 311-м отдельном корабельном штурмовом авиационном полку Краснознаменного Тихоокеанского флота. Участник боевых походов ТАКР «Минск» и «Новороссийск». За время службы совершил 234 посадки на палубу авианосцев, налетав на Як-38 в общей сложности 160 часов.
Наряду с боевыми лётчиками в походах на ТАКР участвовали и лётчики-испытатели. Посмотрев их работу, капитан Раевский принимает решение подать рапорт на перевод в Центр подготовки лётчиков-испытателей НИИ ВВС в Ахтубинске. Оказался единственным из всех абитуриентов лётчиком третьего класса, тогда как остальные имели класс не ниже первого. Но несмотря на это, после отбора из 48 кандидатов остались лишь 9 человек, в том числе и Раевский.
В 1985 году окончил курс в Центре подготовки лётчиков-испытателей и перешёл на службу в Лётно-испытательный центр ВВС им. Чкалова.
В 1991 году окончил МАИ.
В начале 1990-х годов командование Военно-морского флота СССР начинает испытания нового типа палубных истребителей, цепляющихся при посадке за трос гаком. В 1990 году к испытаниям приступил и А. Раевский и 28 августа того же года он первым из лётчиков совершает самостоятельную посадку на палубу ТАКР «Адмирал флота Советского Союза Кузнецов» на самолёте Су-27К. В период с 28 августа 1990 года по 28 сентября 1994 года он совершил 78 посадок на палубу «Адмирала Кузнецова», большая часть из них была совершена с риском для жизни: в частности, посадка в условиях плохой видимости, в другом случае — с отказавшим навигационным оборудованием.
В 1992 году, на момент распада СССР, проходил службу на Лётно-испытательном полигоне в Крыму. Категорически отказался принимать новую присягу и служить в Вооружённых силах Украины. С трудом перевёлся в Российскую армию, где получил назначение на должность старшего лётчика-испытателя ГЛИЦ им. В. П. Чкалова.
Проводил испытания различных самолётов и вертолётов, самолётов вертикального взлёта Як-38, палубной авиации Су-25УТГ, Су-27К. К 2004 году имел общий налёт более 2400 часов. В разные годы занимал должности заместителя командира авиационной испытательной эскадрильи, заместителя начальника Летно-испытательного центра по летной работе, начальника Летно-испытательного центра ГЛИЦ, начальника испытательного центра ГЛИЦ (п. Чкаловский).
Указом Президента Российской Федерации от 17 августа 1995 года «за мужество и героизм, проявленные при испытании, доводке и освоении новой авиационной техники», полковнику Раевскому было присвоено звание Героя Российской Федерации с вручением медали «Золотая Звезда». Но вручена награда была только через год, когда Б. Н. Ельцин прибыл с визитом в Волгоград и, заодно, Ахтубинск. По первоначальному сценарию, лётчики Раевский и Н. Ф. Диордица должны были показать главе государстве высший пилотаж на истребителях Су-27 и МиГ-29 и, приземлившись, подъехать на них к Ельцину для получения наград. Однако из соображений безопасности после приземления решено было подъехать к президенту на истребителях только на расстояние 50 метров, а затем пересесть на машины.
В 2002 году Раевский был удостоен звания «Заслуженный лётчик-испытатель Российской Федерации».
Любимым увлечение лётчика были горные лыжи.

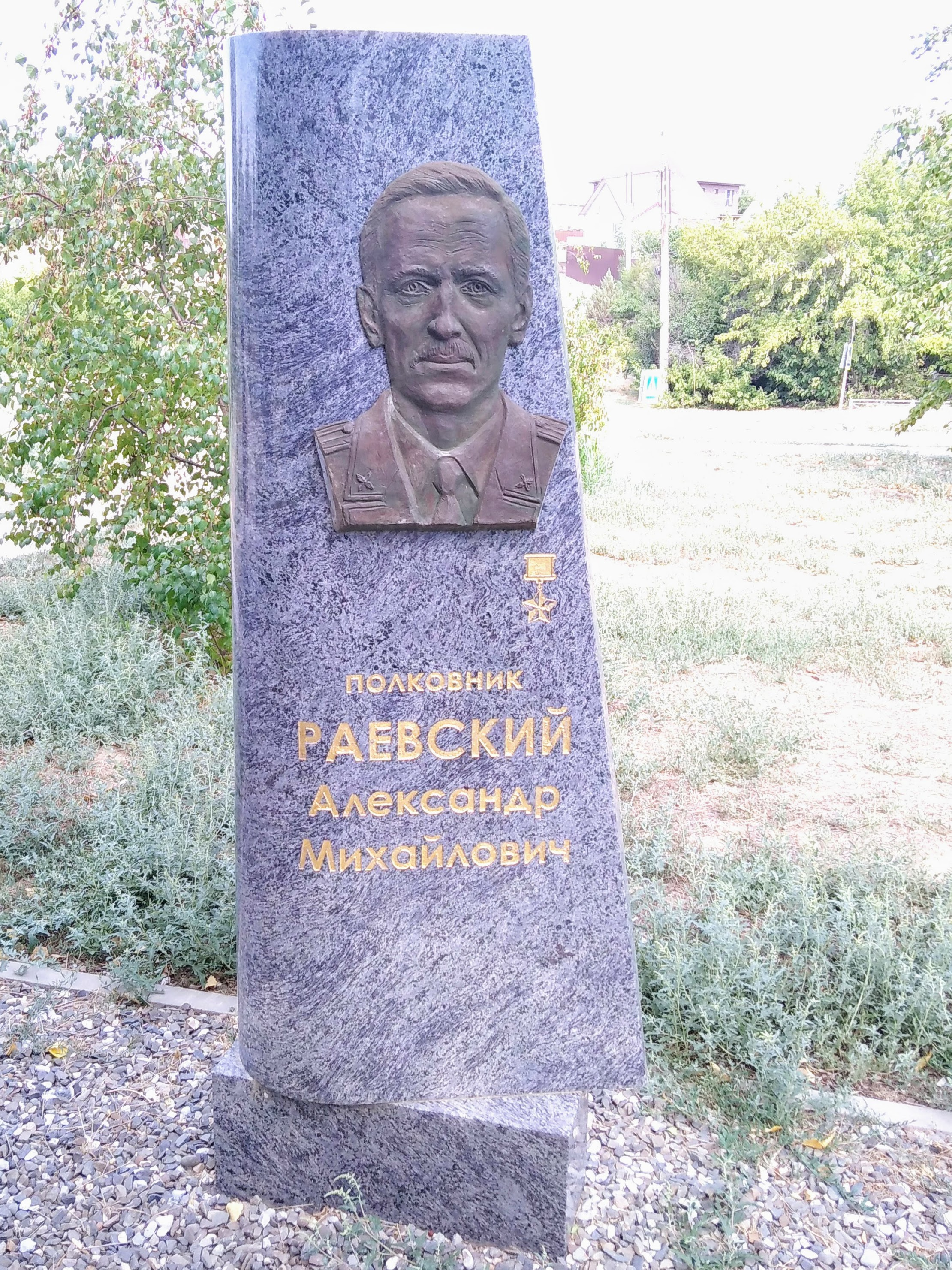
Стела А. Раевского, г. Ахтубинск

30 августа 2008 года Раевский вместе с женой Людмилой Афанасьевной погиб в автомобильной катастрофе в Тульской области. Трагедия произошла на 149 км трассы М6 «Каспий» по дороге в Ахтубинск. А. Раевский, ехавший на автомобиле «Волга», не справился с управлением, выехал на встречную полосу и столкнулся с автомобилем КАМАЗ (по другой версии — грузовым автомобилем Mercedes), после столкновения по касательной задел автомобиль ВАЗ-2112 Героя России В. Н. Крицкого (следовавшего за Раевским). Лётчик и его жена скончались на месте, другие участники ДТП не пострадали.
2 сентября 2008 года Александр и Людмила Раевские были похоронены на Троекуровском кладбище в Москве. На церемонии прощания и похоронах присутствовали многие заслуженные лётчики, военные, руководители авиаконструкторских бюро.

## Награды
- Золотая звезда Героя Российской Федерации
- Заслуженный лётчик-испытатель Российской Федерации
- Медали